# Vlag van 's-Heer Arendskerke

Vlag van 's-Heer Arendskerke
(tot 1970)

De vlag van 's-Heer Arendskerke werd nimmer officieel vastgesteld als gemeentelijke vlag van de Zeeuwse gemeente 's-Heer Arendskerke, maar werd wel als zodanig gebruikt. De beschrijving luidt: 
Twee evenhoge banen van geel en rood.
De kleuren van de vlag zijn, in tegenstelling tot wat gebruikelijk is, niet ontleend aan het gemeentewapen. De herkomst is onbekend en volgens Sierksma zijn ze willekeurig gekozen.
In 1970 ging 's-Heer Arendskerke op in de gemeenten Goes en Borsele, waardoor de vlag als gemeentevlag kwam te vervallen. De plaats 's-Heer Arendskerke ligt in Goes.

## Eerdere vlag

Vlag volgens Visser

Derkwillem Visser vermeldt in zijn boek Gemeentevlaggen en wapens Koninkrijk der Nederlanden de volgende vlag:
Twee evenlange banen van blauw en geel.

## Dorpsvlag

Dorpsvlag van 's-Heer Arendskerke
(sinds 2017)

Sinds 2017 is een vervangende dorpsvlag in gebruik genomen, gebaseerd op de Zeeuwse vlag. Deze kan als volgt worden beschreven:
Zeven banen van gelijke hoogte van blauw en wit, met in het midden over het geheel het wapen van 's-Heer Arendskerke, met een hoogte van de helft van de vlaghoogte.

## Verwante afbeeldingen

Het wapen van 's-Heer Arendskerke

Aardenburg 
· Arnemuiden 
· Axel 
· Baarland 
· Biervliet 
· Biggekerke 
· Borssele 
· Breskens 
· Brouwershaven 
· Bruinisse 
· Burgh 
· Domburg 
· Dreischor 
· Driewegen 
· Duiveland 
· Ellewoutsdijk 
· 's-Gravenpolder 
· Groede 
· Haamstede 
· 's-Heer Abtskerke 
· 's-Heer Arendskerke 
· Hoedekenskerke 
· Hontenisse 
· IJzendijke 
· Kloetinge 
· Kortgene 
· Koudekerke 
· Krabbendijke 
· Kruiningen 
· Mariekerke 
· Meliskerke 
· Middenschouwen 
· Nieuw- en Sint Joosland 
· Nisse 
· Noordgouwe 
· Oostburg 
· Oostkapelle 
· Oud-Vossemeer 
· Oudelande 
· Ovezande 
· Poortvliet 
· Retranchement 
· Rilland-Bath 
· Ritthem 
· Sas van Gent 
· Scherpenisse 
· Schoondijke 
· Sint-Annaland 
· Sint Jansteen 
· Sint-Maartensdijk 
· Sint Philipsland 
· Sluis 
· Sluis-Aardenburg 
· Stavenisse 
· Valkenisse 
· Vogelwaarde 
· Waarde 
· Waterlandkerkje 
· Wemeldinge 
· Westdorpe 
· Westerschouwen 
· Westkapelle 
· Wissenkerke 
· Wolphaartsdijk 
· Zaamslag 
· Zierikzee 
· Zuiddorpe 
· Zuidzande
Boschkapelle
· Cadzand
· Clinge
· Eede
· Graauw en Langendam
· Haamstede
· 's-Heer Arendskerke
· 's-Heerenhoek
· Heille
· Heinkenszand
· Hengstdijk
· Hoedekenskerke
· Hoek
· Hoofdplaat
· Koewacht
· Kwadendamme
· Nieuwerkerk
· Nieuwvliet
· Ossenisse
· Ouwerkerk
· Overslag
· Philippine
· Retranchement
· Rilland
· Scharendijke
· Serooskerke (Schouwen-Duiveland)
· Serooskerke (Veere)
· Sint Anna ter Muiden
· Sint-Annaland
· Sint Kruis
· Sirjansland
· Stoppeldijk
· Yerseke